# Club Atlético Nacional Potosí
Maillots
Le Club Atlético Nacional Potosí, plus communément appelé le Nacional Potosí, est un club bolivien de football, basé dans la ville de Potosí. Il participe au championnat bolivien de première division et dispute ses rencontres à domicile dans le stade Victor Agustin Ugarte, à près de 4 000 mètres d'altitude.

## Histoire
Fondé en 1942, le Nacional Potosi dispute pendant de très nombreuses années le championnat local de la région de Potosi, sans jamais réussir à atteindre le plus haut niveau. À partir de 2004, le club progresse d'année en année et parvient en 2007 à jouer le barrage de promotion-relégation, après être arrivé en finale de la Copa Simon Bolivar, la deuxième division bolivienne. Le barrage face à Aurora Cochabamba est perdu sèchement (défaite 0-3 à Cochabamba et match nul 2-2 à Potosí). L'année suivante, la Banda Roja parvient à remporter la Copa, synonyme d'accession directe à l'élite, sans passer par les barrages. 
En février 2009, le club découvre donc le championnat de première division, lors du Tournoi ouverture. Il se classe 8e de la compétition mais ne réussit pas à confirmer lors du tournoi clôture : il est donc rétrogradé en fin de tournoi. Il passe cependant une seule saison en deuxième division puisqu'il remporte une deuxième Copa Simon Bolivar en 2010. Il joue depuis en première division, sans jamais réussir à approcher du podium. Sa plus belle performance date du tournoi d'ouverture 2013 avec une 5e place, qui qualifie le club pour la Copa Sudamericana 2014.

## Palmarès
- Copa Simon Bolivar :
  - Vainqueur : 2008 et 2010
  - Finaliste : 2007